# Nationale feestdag van Luxemburg

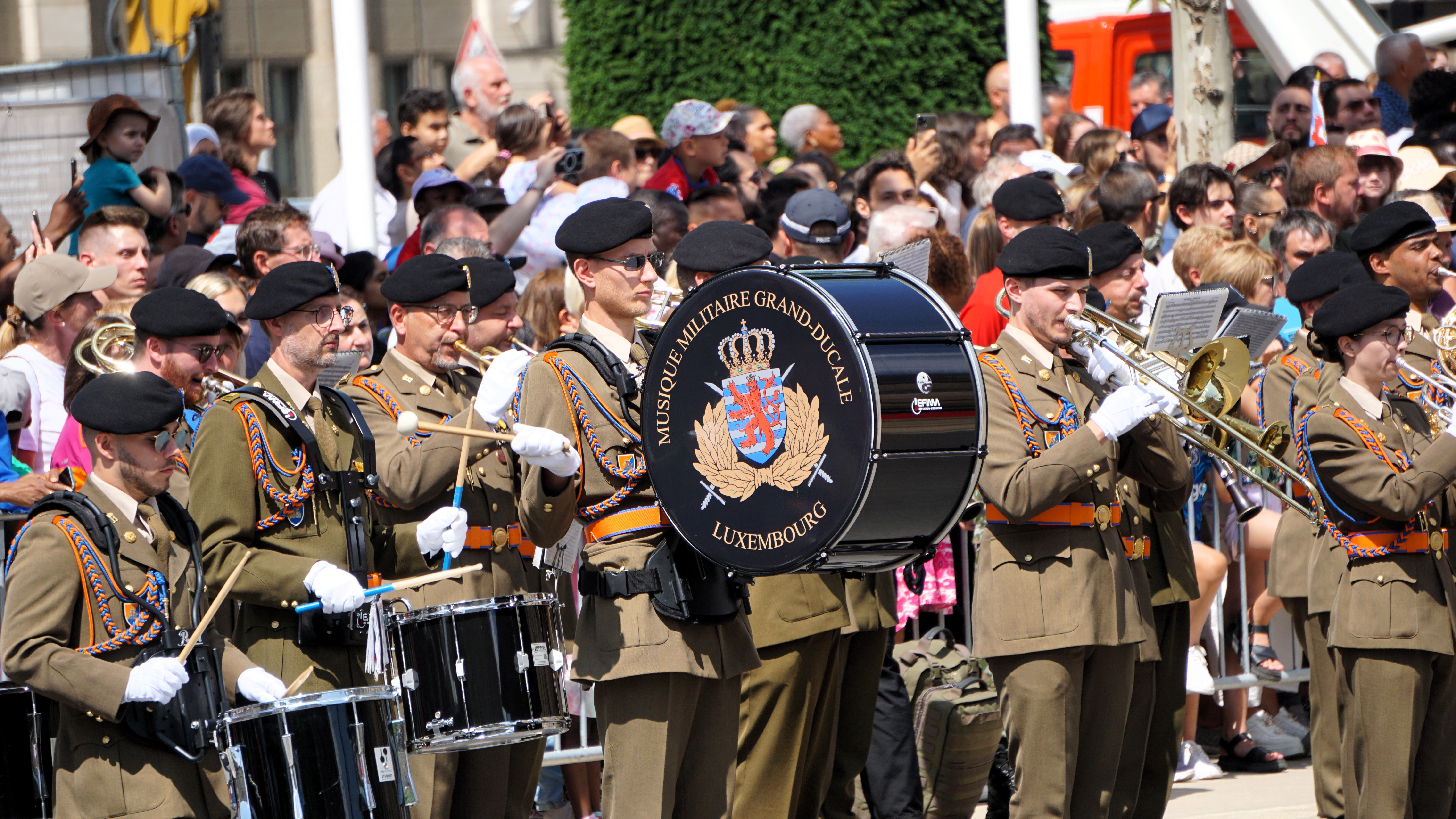
Militair muziekkorps (2023)

De nationale feestdag van Luxemburg (Luxemburgs: Lëtzebuerger Nationalfeierdag, Frans: Fête nationale luxembourgeoise, Duits: Luxemburgischer Nationalfeiertag) wordt gevierd op 23 juni.

## Geschiedenis
Vanaf de 18e eeuw werd in Luxemburg een feestdag georganiseerd ter ere van de regerend vorst. Onder koning-groothertog Willem I werd deze gevierd op 24 april (hij was jarig op 24 augustus) en onder zijn zoon Willem II op diens verjaardag op 6 december. Onder Willem II werd de dag gevierd op 17 juni en na 1859 op 19 februari, twee dagen na zijn verjaardag. Nadat in 1890 de Nassau-Weilburg-dynastie de troon besteeg werd de dag tot 1962 gevierd op de verjaardag van de regerende groothertog. In 1947 werd de dag officieel een nationale feestdag. Bij groothertogelijk besluit werd in 1961 de datum 23 juni vastgelegd voor de officiële viering van de verjaardag van de groothertog.

## Festiviteiten
De feestdag begint aan de vooravond van de dag met een fakkeltocht door Luxemburg-Stad in aanwezigheid van de groothertogelijke familie, waarna een vuurwerkshow wordt gehouden. Op de dag zelf vindt er een militaire parade plaats en wordt het Te Deum gevierd in de Kathedraal van Luxemburg.